# Мельникова, Кристина Сергеевна
Кристина Сергеевна Мельникова (8 января 1993, Мурмаши, Кольский район, Мурманская область) — российская биатлонистка, призёр чемпионата России. Мастер спорта России (2015).

## Биография
Воспитанница ДЮСШ Кольского района, на юношеском уровне также представляла г. Мурманск, позднее — г. Санкт-Петербург. На взрослом уровне представляет Ханты-Мансийский АО. Первый тренер — Т. Н. Субботина, также тренировалась под руководством И. В. Мельниковой, В. П. Захарова.
На юношеском уровне становилась победительницей всероссийских соревнований (2010), победительницей первенства Уральского ФО (2014).
На взрослом уровне в 2016 году стала двукратным бронзовым призёром чемпионата России — в гонке патрулей и командной гонке. Становилась победительницей соревнований «Ижевская винтовка» в эстафете.
Окончила Национальный государственный университет физической культуры, спорта и здоровья имени П. Ф. Лесгафта (2015).